# Rogério Morosini Borba
Rogério Morosini Borba (Tibagi, ? - Reserva, 1921) fue un político brasileño. Era coronel, juez de distrito y el representante estatal elegido diputado estatal de Paraná en 1920 con 7.493 votos.

## Biografía
Hijo del capitán Vicente Antonio Rodrigues Borba y de la uruguaya Joana Hilaria Morosini, era el hermano del coronel Telêmaco Augusto Enéas Morosini Borba.